# Eishockey-Weltmeisterschaft der U18-Frauen 2009
Die 2. Eishockey-Weltmeisterschaften der U18-Frauen der Internationalen Eishockey-Föderation IIHF waren die Eishockey-Weltmeisterschaften des Jahres 2009 in der Altersklasse der Unter-Achtzehnjährigen (U18). Insgesamt nahmen zwischen dem 28. Dezember 2008 und 10. Januar 2009 13 Nationalmannschaften an den zwei Turnieren der Top-Division sowie der Division I teil.
Der Weltmeister wurde zum zweiten Mal die Mannschaft der Vereinigten Staaten, die im Finale den Erzrivalen aus Kanada mit 3:2 nach Verlängerung bezwingen konnte. Die deutsche Mannschaft beendete das Turnier mit dem sechsten Platz in der Top-Division, die Schweiz musste durch den letzten Platz in der Top-Division den Abstieg in die Division I antreten. Österreich wurde Vierter und damit Vorletzter in der Division I.

## Teilnehmer, Austragungsorte und -zeiträume
- Top-Division: 5. bis 10. Januar 2009 in Füssen, Deutschland

Teilnehmer:  Deutschland,  Finnland,  Kanada,  Russland,  Schweden,  Schweiz,  Tschechien,  USA (Titelverteidiger)
- Division I: 28. Dezember 2008 bis 2. Januar 2009 in Chambéry, Frankreich

Teilnehmer:  Frankreich (Neuling),  Japan (Neuling),  Norwegen (Neuling),  Österreich (Neuling),  Slowakei (Neuling)

## Top-Division
Die U18-Weltmeisterschaft der Top-Division fand vom 5. bis 10. Januar 2009 in der deutschen Stadt Füssen statt. Die Spiele wurden in der Arena des Bundesleistungszentrums für Eishockey und Curling (3.691 Plätze) und der benachbarten Halle I (1.354 Plätze) ausgetragen.
Es nahmen acht Nationalmannschaften teil, die in zwei Gruppen zu je vier Teams spielen. Den Weltmeistertitel sicherten sich die Vereinigten Staaten durch einen 3:2-Sieg nach Verlängerung über Kanada. Es war der insgesamt zweite Titelgewinn für die US-Amerikanerinnen.
| Gruppe A    | Gruppe B   |
| ----------- | ---------- |
| USA         | Kanada     |
| Schweden    | Tschechien |
| Deutschland | Finnland   |
| Russland    | Schweiz    |

### Modus
Nach den Gruppenspielen der Vorrunde qualifizierten sich die beiden Gruppenersten und -zweiten direkt für das Halbfinale. Die Gruppendritten und -vierten spielten um die Plätze 5 bis 8.

### Austragungsorte
| \| Füssen \|                         |
| Austragungsort der Weltmeisterschaft |
| Füssen                               |

| Füssen |

### Vorrunde

#### Gruppe A
| 5. Januar 2009 19:30 Uhr (Ortszeit) | USA | 17:0 (9:0, 4:0, 4:0) Spielbericht | Russland | Halle I, Füssen Zuschauer: 104 |

| 5. Januar 2009 20:00 Uhr | Schweden | 8:1 (1:1, 1:0, 6:0) Spielbericht | Deutschland | Arena, Füssen Zuschauer: 650 |

| 6. Januar 2009 19:30 Uhr | Schweden | 6:1 (1:1, 3:0, 2:0) Spielbericht | Russland | Halle I, Füssen Zuschauer: 53 |

| 6. Januar 2009 20:00 Uhr | Deutschland | 0:11 (0:4, 0:5, 0:2) Spielbericht | USA | Arena, Füssen Zuschauer: 550 |

| 7. Januar 2009 19:30 Uhr | USA | 9:2 (3:0, 2:1, 4:1) Spielbericht | Schweden | Halle I, Füssen Zuschauer: 201 |

| 7. Januar 2009 20:00 Uhr | Russland | 5:2 (1:0, 1:0, 3:2) Spielbericht | Deutschland | Arena, Füssen Zuschauer: 300 |

| Pl. |             | Sp | S | OTS | OTN | N | Tore  | Punkte |
| 1.  | USA         | 3  | 3 | 0   | 0   | 0 | 37:02 | 9      |
| 2.  | Schweden    | 3  | 2 | 0   | 0   | 1 | 16:11 | 6      |
| 3.  | Russland    | 3  | 1 | 0   | 0   | 2 | 06:25 | 3      |
| 4.  | Deutschland | 3  | 0 | 0   | 0   | 3 | 03:24 | 0      |

Abkürzungen: Pl. = Platz, Sp = Spiele, S = Siege, OTS = Siege nach Verlängerung (Overtime) oder Penaltyschießen, OTN = Niederlagen nach Verlängerung oder Penaltyschießen, N = Niederlagen

Erläuterungen: Finalrundenqualifikant, Platzierungsrundenqualifikant

#### Gruppe B
| 5. Januar 2009 16:00 Uhr | Tschechien | 1:2 n. P. (1:1, 0:0, 0:0, 0:0, 0:1) Spielbericht | Finnland | Halle I, Füssen Zuschauer: 86 |

| 5. Januar 2009 16:30 Uhr | Kanada | 16:1 (4:0, 6:1, 6:0) Spielbericht | Schweiz | Arena, Füssen Zuschauer: 166 |

| 6. Januar 2009 16:00 Uhr | Tschechien | 7:3 (2:1, 1:0, 4:2) Spielbericht | Schweiz | Halle I, Füssen Zuschauer: 161 |

| 6. Januar 2009 16:30 Uhr | Finnland | 0:6 (0:1, 0:3, 0:2) Spielbericht | Kanada | Arena, Füssen Zuschauer: 310 |

| 7. Januar 2009 16:00 Uhr | Schweiz | 4:3 (0:1, 4:2, 0:0) Spielbericht | Finnland | Halle I, Füssen Zuschauer: 78 |

| 7. Januar 2009 16:30 Uhr | Kanada | 13:0 (3:0, 4:0, 6:0) Spielbericht | Tschechien | Arena, Füssen Zuschauer: 150 |

| Pl. |            | Sp | S | OTS | OTN | N | Tore  | Punkte |
| 1.  | Kanada     | 3  | 3 | 0   | 0   | 0 | 35:01 | 9      |
| 2.  | Tschechien | 3  | 1 | 0   | 1   | 1 | 08:18 | 4      |
| 3.  | Schweiz    | 3  | 1 | 0   | 0   | 2 | 08:26 | 3      |
| 4.  | Finnland   | 3  | 0 | 1   | 0   | 2 | 05:11 | 2      |

Abkürzungen: Pl. = Platz, Sp = Spiele, S = Siege, OTS = Siege nach Verlängerung (Overtime) oder Penaltyschießen, OTN = Niederlagen nach Verlängerung oder Penaltyschießen, N = Niederlagen

Erläuterungen: Finalrundenqualifikant, Platzierungsrundenqualifikant

### Platzierungsrunde
|  | Platzierungsrunde 5–8 | Platzierungsrunde 5–8 | Platzierungsrunde 5–8 |                  |  | Spiel um Platz 5 | Spiel um Platz 5 | Spiel um Platz 5 |
|  |                       |                       |                       |                  |  |                  |                  |                  |
|  |                       |                       |                       |                  |  |                  |                  |                  |
|  | B3                    | Schweiz               | 1                     |                  |  |                  |                  |                  |
|  | A4                    | Deutschland           | 2                     |                  |  | A4               | Deutschland      | 1                |
|  |                       |                       |                       |                  |  | B4               | Finnland         | 2                |
|  |                       |                       |                       |                  |  |                  |                  |                  |
|  |                       |                       |                       | Spiel um Platz 7 |  |                  |                  |                  |
|  | A3                    | Russland              | 1                     |                  |  |                  |                  |                  |
|  | B4                    | Finnland              | 2                     |                  |  | B3               | Schweiz          | 2                |
|  |                       |                       |                       |                  |  | B4               | Russland         | 3                |
|  |                       |                       |                       |                  |  |                  |                  |                  |

| 9. Januar 2009 16:00 Uhr (Ortszeit) | Schweiz | 1:2 n. P. (0:0, 1:1, 0:0, 0:0, 0:1) Spielbericht | Deutschland | Halle I, Füssen Zuschauer: 225 |

| 9. Januar 2009 19:30 Uhr | Russland | 1:2 n. V. (1:0, 0:1, 0:0, 0:1) Spielbericht | Finnland | Halle I, Füssen Zuschauer: 85 |

Spiel um Platz 7 (Abstiegsspiel)
| 10. Januar 2009 12:00 Uhr | Schweiz | 2:3 n. P. (1:2, 1:0, 0:0, 0:0, 0:1) Spielbericht | Russland | Halle I, Füssen Zuschauer: 97 |

Spiel um Platz 5
| 10. Januar 2009 15:30 Uhr | Deutschland | 1:2 (1:0, 0:1, 0:1) Spielbericht | Finnland | Halle I, Füssen Zuschauer: 274 |

### Finalrunde
|  | Halbfinale | Halbfinale | Halbfinale |                  |  | Finale | Finale     | Finale |
|  |            |            |            |                  |  |        |            |        |
|  |            |            |            |                  |  |        |            |        |
|  | A1         | USA        | 18         |                  |  |        |            |        |
|  | B2         | Tschechien | 0          |                  |  | A1     | USA        | 3      |
|  |            |            |            |                  |  | B1     | Kanada     | 2      |
|  |            |            |            |                  |  |        |            |        |
|  |            |            |            | Spiel um Platz 3 |  |        |            |        |
|  | B1         | Kanada     | 6          |                  |  |        |            |        |
|  | A2         | Schweden   | 1          |                  |  | A2     | Schweden   | 9      |
|  |            |            |            |                  |  | B2     | Tschechien | 1      |
|  |            |            |            |                  |  |        |            |        |

Halbfinale
| 9. Januar 2009 16:30 Uhr (Ortszeit) | Kanada | 6:1 (0:0, 3:1, 3:0) Spielbericht | Schweden | Arena, Füssen Zuschauer: 200 |

| 9. Januar 2009 20:00 Uhr | USA | 18:0 (8:0, 6:0, 4:0) Spielbericht | Tschechien | Arena, Füssen Zuschauer: 300 |

Spiel um Platz 3
| 10. Januar 2009 14:00 Uhr | Schweden | 9:1 (4:0, 3:0, 2:1) Spielbericht | Tschechien | Arena, Füssen Zuschauer: 120 |

Finale
| 10. Januar 2009 17:30 Uhr | USA | 3:2 n. V. (1:0, 1:1, 0:1, 1:0) Spielbericht | Kanada | Arena, Füssen Zuschauer: 700 |

### Statistik

#### Beste Scorerinnen
Abkürzungen: Sp = Spiele, T = Tore, V = Assists, Pkt = Punkte, +/− = Plus/Minus, SM = Strafminuten; Fett: Turnierbestwert
| Spieler             | Team     | Sp | T | V  | Pkt | +/− | SM |
| ------------------- | -------- | -- | - | -- | --- | --- | -- |
| Amanda Kessel       | USA      | 5  | 6 | 13 | 19  | +17 | 2  |
| Kendall Coyne       | USA      | 5  | 8 | 7  | 15  | +14 | 2  |
| Mélodie Daoust      | Kanada   | 5  | 6 | 6  | 12  | +11 | 4  |
| Cecilia Östberg     | Schweden | 5  | 6 | 6  | 12  | +8  | 4  |
| Marie-Philip Poulin | Kanada   | 5  | 5 | 7  | 12  | +10 | 2  |
| Jessica Wong        | Kanada   | 5  | 4 | 8  | 12  | +10 | 0  |
| Madison Packer      | USA      | 5  | 6 | 5  | 11  | +13 | 14 |
| Brittany Ammerman   | USA      | 5  | 5 | 5  | 10  | +16 | 2  |
| Klara Myrén         | Schweden | 5  | 2 | 8  | 10  | +4  | 14 |
| Brianna Decker      | USA      | 5  | 8 | 1  | 9   | +15 | 4  |

#### Beste Torhüterinnen
Abkürzungen: Sp = Spiele, Min = Eiszeit (in Minuten), GT = Gegentore, SO = Shutouts, Sv% = gehaltene Schüsse (in %), GTS = Gegentorschnitt; Fett: Turnierbestwert
| Spieler            | Team        | Sp | Min    | GT | SO | Sv%   | GTS  |
| ------------------ | ----------- | -- | ------ | -- | -- | ----- | ---- |
| Alex Rigsby        | USA         | 3  | 186:47 | 4  | 1  | 94,74 | 1,28 |
| Anna Prugowa       | Russland    | 5  | 255:25 | 17 | 0  | 92,41 | 3,99 |
| Roxanne Douville   | Kanada      | 3  | 186:47 | 4  | 1  | 91,67 | 1,28 |
| Susanna Airaksinen | Finnland    | 5  | 307:12 | 13 | 0  | 90,91 | 2,54 |
| Jule Flötgen       | Deutschland | 5  | 266:31 | 21 | 0  | 89,71 | 4,73 |

### Abschlussplatzierungen
| Pl. | Team        |
| --- | ----------- |
| 1   | USA         |
| 2   | Kanada      |
| 3   | Schweden    |
| 4   | Tschechien  |
| 5   | Finnland    |
| 6   | Deutschland |
| 7   | Russland    |
| 8   | Schweiz     |

### Titel, Auf- und Abstieg
| Weltmeister USA | Brittany Ammerman, Blake Bolden, Corinne Boyles, Megan Bozek, Kate Brock, Caroline Campbell, Kendall Coyne, Brianna Decker, Jillian Dempsey, Lyndsey Fry, Alev Kelter, Jamie Kenyon, Amanda Kessel, Meagan Mangene, Alex Nelson, Madison Packer, Amanda Pelkey, Alex Rigsby, Taylor Wasylk, Jacqueline Young Cheftrainer: Mark Johnson Assistenztrainer: Jeff Giesen, Katie King, Dawn Stout |

| Silber Kanada | Christine Bestland, Jessica Campbell, Rayna Cruickshank, Mélodie Daoust, Roxanne Douville, Laura Fortino, Kaleigh Fratkin, Breann Frykas, Brianne Jenner, Laurie Kingsbury, Brigette Lacquette, Casandra Langan, Stefanie McKeough, Saige Pacholok, Brittany Phillips, Marie-Philip Poulin, Jamie Lee Rattray, Jill Saulnier, Cassie Séguin, Jessica Wong Cheftrainerin: Stephanie White Assistenztrainerinnen: Danielle Goyette, Caroline Ouellette |

| Bronze Schweden | Emilia Bergius, Linnéa Bäckman, Anna Borgfelt, Anna Borgqvist, Tina Enström, Erika Grahm, Josefine Holmgren, Lisa Johansson, Isabelle Jordansson, Josephin Lennström, Klara Myrén, Emma Nordin, Johanna Olofsson, Melinda Olsson, Cecilia Östberg, Angelica Östlund, Fanny Rask, Madeleine Schelander, Madeleine Siggelin Alstermark, Annie Svedin Cheftrainer: Niclas Hogberg Assistenztrainer: Henrik Cedergren |

| Absteiger in die Division I:    | Schweiz |
| Aufsteiger in die Top-Division: | Japan   |

### Auszeichnungen
Spielertrophäen
| Auszeichnung        | Spielerin     | Team |
| ------------------- | ------------- | ---- |
| Beste Torhüterin    | Alex Rigsby   | USA  |
| Beste Verteidigerin | Alev Kelter   | USA  |
| Beste Stürmerin     | Amanda Kessel | USA  |

## Division I
Erstmals wurde bei den U18-Frauen ein Turnier der Division I ausgetragen, nachdem es für die Weltmeisterschaft im Vorjahr lediglich ein Qualifikationsturnier gegeben hatte. Dieses wurde zum Jahreswechsel 2008/09 im französischen Chambéry ausgetragen. Die Spiele fanden im Patinoire de Chambéry Métropole mit 1.200 Plätzen statt. Der Sieger des aus fünf Teilnehmern bestehenden Turniers stieg in die A-Gruppe auf, während der Letztplatzierte der A-Gruppe in die Division I abstieg.
| 28. Dezember 2008 17:30 Uhr (Ortszeit) | Österreich | 2:1 (1:0, 0:1, 1:0) Spielbericht | Norwegen | Patinoire de Chambéry Métropole, Chambéry Zuschauer: 307 |

| 28. Dezember 2008 21:00 Uhr | Frankreich | 2:1 n. P. (1:0, 0:1, 0:0, 0:0, 1:0) Spielbericht | Slowakei | Patinoire de Chambéry Métropole, Chambéry Zuschauer: 652 |

| 29. Dezember 2008 21:00 Uhr | Japan | 3:1 (0:0, 1:1, 2:0) Spielbericht | Österreich | Patinoire de Chambéry Métropole, Chambéry Zuschauer: 174 |

| 30. Dezember 2008 17:30 Uhr | Slowakei | 1:6 (1:0, 0:2, 0:4) Spielbericht | Japan | Patinoire de Chambéry Métropole, Chambéry Zuschauer: 102 |

| 30. Dezember 2008 21:00 Uhr | Frankreich | 3:2 (3:1, 0:0, 0:1) Spielbericht | Norwegen | Patinoire de Chambéry Métropole, Chambéry Zuschauer: 716 |

| 31. Dezember 2008 15:00 Uhr | Slowakei | 5:3 (0:1, 3:1, 2:1) Spielbericht | Österreich | Patinoire de Chambéry Métropole, Chambéry Zuschauer: 80 |

| 1. Januar 2009 14:30 Uhr | Japan | 7:3 (4:1, 2:1, 1:1) Spielbericht | Norwegen | Patinoire de Chambéry Métropole, Chambéry Zuschauer: 135 |

| 1. Januar 2009 18:00 Uhr | Frankreich | 4:2 (2:1, 0:1, 2:0) Spielbericht | Österreich | Patinoire de Chambéry Métropole, Chambéry Zuschauer: 819 |

| 2. Januar 2009 17:30 Uhr | Norwegen | 3:4 (0:1, 3:1, 0:2) Spielbericht | Slowakei | Patinoire de Chambéry Métropole, Chambéry Zuschauer: 153 |

| 2. Januar 2009 21:00 Uhr | Japan | 2:0 (0:0, 1:0, 1:0) Spielbericht | Frankreich | Patinoire de Chambéry Métropole, Chambéry Zuschauer: 1.158 |

| Pl. |            | Sp | S | OTS | OTN | N | Tore  | Punkte |
| 1.  | Japan      | 4  | 4 | 0   | 0   | 0 | 18:05 | 12     |
| 2.  | Frankreich | 4  | 2 | 1   | 0   | 1 | 09:07 | 8      |
| 3.  | Slowakei   | 4  | 2 | 0   | 1   | 1 | 11:14 | 7      |
| 4.  | Österreich | 4  | 1 | 0   | 0   | 3 | 08:13 | 3      |
| 5.  | Norwegen   | 4  | 0 | 0   | 0   | 4 | 09:16 | 0      |

Abkürzungen: Pl. = Platz, Sp = Spiele, S = Siege, OTS = Siege nach Verlängerung (Overtime) oder Penaltyschießen, OTN = Niederlagen nach Verlängerung oder Penaltyschießen, N = Niederlagen

Erläuterungen: Aufsteiger in die Top-Division

### Auf- und Abstieg
| Absteiger in die Division I:    | Schweiz |
| Aufsteiger in die Top-Division: | Japan   |